# 2019年レッドブル・エアレース・ワールドシリーズ 千葉
座標: 北緯35度38分23秒 東経140度01分55秒 / 北緯35.63972度 東経140.03194度

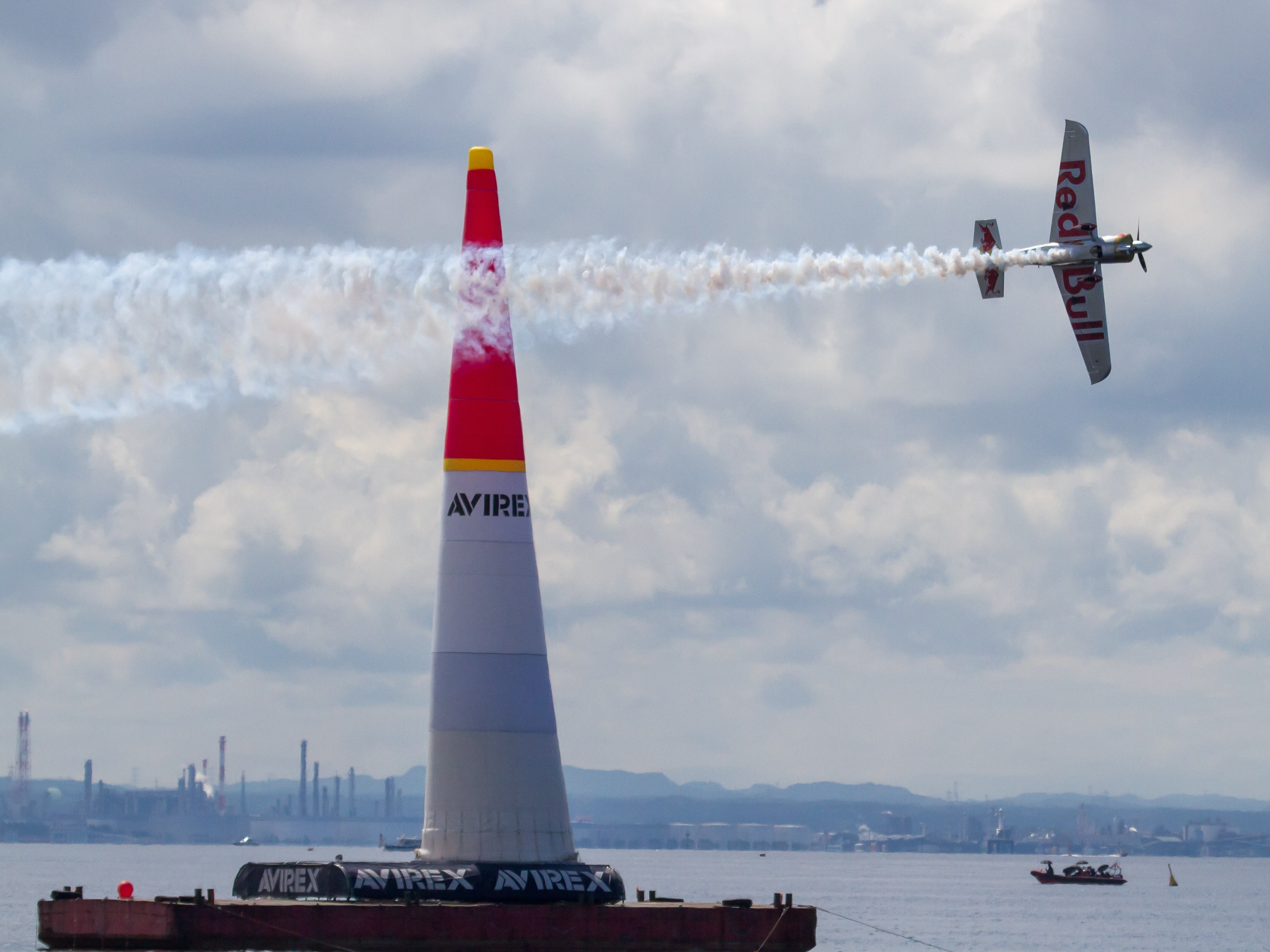
大会の様子

2019年レッドブル・エアレース・ワールドシリーズ 千葉では、通算14シーズン目となるレッドブル・エアレース・ワールドシリーズの内、2019年9月7日 - 8日に日本の千葉県千葉市幕張海浜公園で行われた2019年シーズン第4戦について述べる。

## 概要
2019年1月30日、2019年シーズンの第5戦として日本および千葉県で開催されることが発表された。
これにより、2015年シーズンから5年連続かつ5度目の千葉大会の開催が決定した。
2019年5月29日、レッドブルエアレースの運営が見直しが発表され、2019年大会をもってレッドブルエアレースが終了されること、千葉大会が第4戦で最終となることが発表された。これにより本大会で2019年のチャンピオンが決定することになった。
今大会も幕張海岸での海上レースである。
レースエアポートおよびハンガー（格納庫）について、昨年（2018年）までは浦安市総合公園に設置していたが、同年に開業した東京ベイ東急ホテル（現・星野リゾート 1955 東京ベイ）との高さ制限が問題になったこともあり、今大会は防衛省と日米合同委員会の協力で木更津市の陸上自衛隊木更津駐屯地に設置された。
今大会のテーマソングはDragon Ashの書き下ろし新曲『Fly Over』となった。
本大会では2016年大会以来のチャレンジャーカップが開催された。

### 結果
マスタークラスは室屋義秀が優勝して年間総合2位となった。3位はマット・ホールで2019年チャンピオンとなった。第3戦 バラトン大会まで年間総合1位だったマルティン・ソンカは13位で年間3位となった。
チャレンジャークラスは令和元年房総半島台風（台風15号）接近に伴い決勝が中止となり、9月7日に行われた予選の結果で順位が確定となった。フロリアン・バーガーが予選1位のまま優勝となった。

### 日程
- 2019年（令和元年）
  - 1月30日 - 大会日程が発表。
  - 9月6日 - フリープラクティス（テスト飛行）
  - 9月7日 - 大会1日目。予選日。
    - 開場 10:00、閉場 18:00

  - 9月8日 - 大会2日目。決勝日。
    - 開場 10:00、閉場 15:00[6]

### 観戦エリア
幕張海浜公園の観戦エリア・座席は以下の種類が用意される。価格は税込み。昨年まで設定されていたスタートエリアは設定されなかった。
| 券種                       | 2日券                      | 予選・単日券                                  | 決勝・単日券                                    | 記事                                     |
| -------------------------- | -------------------------- | --------------------------------------------- | ----------------------------------------------- | ---------------------------------------- |
| プレミアムスカイラウンジ   | 400,000円                  | －                                            | －                                              | 屋内・屋外席、ハンガーツアー付き         |
| スカイラウンジ             | 250,000円                  | －                                            | －                                              | 屋内・屋外席                             |
| クラブラウンジ by X-mobile | 120,000円                  | －                                            | －                                              | 屋内・屋外席                             |
| デラックスシートエリア     | 30,000円                   | －                                            | －                                              | リクライニングチェアあり                 |
| カメラマンエリア           | 22,000円                   | 10,000円                                      | 15,000円                                        | 三脚使用可能                             |
| 室屋応援 特設スタンド      | 60,000円                   | －                                            | －                                              | 応援グッズあり。臨時スタンドの座席指定。 |
| ファミリーエリア（4名）    | 20,000円（当日：21,000円） | （当日：11,000円）                            | －                                              | 海浜幕張公園Gブロック                    |
| 一般エリア                 | 16,000円（当日：17,000円） | 8,000円（先行・4名：24,000円、当日：9,000円） | 12,000円（先行・4名：40,000円、当日：13,000円） |                                          |

当日券も発売された。
そのほか、招待客専用の「INSTYLE GROUP PRIVATE PADDOCK」、「FORB AREA」（フレンズ・オブ・レッドブル）も設けられた。

### イベント
以下のイベントが行われた。
- 千葉市消防局消防航空隊ヘリコプター「おおとり1号」、「おおとり2号」によるデモンストレーション飛行
  - AS365N3。機体記号：JA03CF（おおとり1号）、JA119C（おおとり2号）。
- 海上自衛隊 WHITE ARROWSによる編隊飛行・曲芸飛行
  - T-5 (練習機)4機。機体記号：6344、6345、6359、6361。
- 海上自衛隊 救難飛行艇US-2による離着水
  - 機体記号：9906
- はなわちえによる津軽三味線の演奏
- BMX
- フリースタイルモトクロス（FMX）
- フリースタイルフットボール
  - 徳田耕太郎、セアン・ガルニエ（英語版）

レースエアポートでのハンガーウォーク・公式サイン会は開催されなかった。

## 主催・スポンサー等
- 主催
  - レッドブル・エアレース・ジャパン実行委員会
- 大会MC[7]
  - Alee
  - John
  - RIBEKA
  - MAR SKI

## マスタークラス

### 予選
| 順 位 | No. | パイロット             | タイム   | ペナルティ |
| ----- | --- | ---------------------- | -------- | ---------- |
| 1     | 26  | フアン・ベラルデ       | 0:56.760 |            |
| 2     | 8   | マルティン・ソンカ     | 0:56.879 |            |
| 3     | 12  | フランソワ・ルボット   | 0:57.052 | +2秒       |
| 4     | 21  | マティアス・ドルダラー | 0:57.159 | +2秒       |
| 5     | 31  | 室屋義秀               | 0:57.570 |            |
| 6     | 18  | ペトル・コプシュタイン | 0:57.777 |            |
| 7     | 95  | マット・ホール         | 0:58.056 |            |
| 8     | 99  | マイケル・グーリアン   | 0:58.060 | +1秒       |
| 9     | 11  | ミカエル・ブラジョー   | 0:58.389 | +1秒       |
| 10    | 24  | ベン・マーフィー       | 0:58.663 | +3秒       |
| 11    | 84  | ピート・マクロード     | 0:59.015 | +3秒       |
| 12    | 5   | クリスチャン・ボルトン | 0:59.298 |            |
| 13    | 27  | ニコラス・イワノフ     | 0:59.317 | +2秒       |
| 14    | 10  | カービー・チャンブリス | 1:00.549 | +4秒       |

### ラウンド・オブ・14
| ヒート | 順位1 | パイロット1            | タイム1   | タイム2   | パイロット2            | 順位2 |
| ------ | ----- | ---------------------- | --------- | --------- | ---------------------- | ----- |
| 1      | 5     | ベン・マーフィー       | 0:57.897  | 0:57.912  | 室屋義秀               | 6     |
| 2      | 4     | ピート・マクロード     | 0:57.4511 | 0:58.409  | マティアス・ドルダラー | 12    |
| 3      | 8     | ミカエル・ブラジョー   | 0:59.021  | DNF2      | ペトル・コプシュタイン | 14    |
| 4      | 11    | クリスチャン・ボルトン | 0:58.252  | 0:57.408  | フランソワ・ルボット   | 3     |
| 5      | 9     | マイケル・グーリアン   | 0:58.032  | 0:57.029  | マット・ホール         | 1     |
| 6      | 7     | ニコラス・イワノフ     | 0:58.518  | 0:58.8083 | マルティン・ソンカ     | 13    |
| 7      | 2     | カービー・チャンブリス | 0:57.306  | 0:58.180  | フアン・ベラルデ       | 10    |

| 凡例                     | 凡例 |
| ------------------------ | ---- |
| ラウンド・オブ・8進出    |      |
| ノックアウト（敗退）     |      |
| 敗者の中で最速（＝進出） |      |

- ^1 +1秒のペナルティ
- ^2 スタート時のスピード違反で失格
- ^3 ゲート9でオーバーGによる+1秒のペナルティ

### ラウンド・オブ・8
| ヒート | 順位1 | パイロット1          | タイム1   | タイム2   | パイロット2            | 順位2 |
| ------ | ----- | -------------------- | --------- | --------- | ---------------------- | ----- |
| 8      | 8     | ベン・マーフィー     | 1:04.2481 | 0:58.349  | ピート・マクロード     | 2     |
| 9      | 1     | 室屋義秀             | 0:57.895  | 1:02.9632 | フランソワ・ルボット   | 7     |
| 10     | 5     | ニコラス・イワノフ   | 0:59.096  | 0:58.726  | カービー・チャンブリス | 3     |
| 11     | 6     | ミカエル・ブラジョー | 0:59.7313 | 0:58.606  | マット・ホール         | 4     |

| 凡例                 | 凡例 |
| -------------------- | ---- |
| ファイナル4進出      |      |
| ノックアウト（敗退） |      |

- ^1 合計+5秒のペナルティ
- ^2 合計+5秒のペナルティ
- ^3 ゲート9でオーバーGによる+1秒のペナルティ

| 順 位 | 走 順 | No. | パイロット             | タイム   | ペナルティ |
| ----- | ----- | --- | ---------------------- | -------- | ---------- |
| 1     | 2     | 31  | 室屋義秀               | 0:58.630 |            |
| 2     | 3     | 10  | カービー・チャンブリス | 0:59.601 |            |
| 3     | 4     | 95  | マット・ホール         | 1:00.052 |            |
| 4     | 1     | 84  | ピート・マクロード     | 1:04.028 | +5秒1      |

| 順 位 | パイロット             | ポイント |
| ----- | ---------------------- | -------- |
| 1     | 室屋義秀               | 25       |
| 2     | カービー・チャンブリス | 22       |
| 3     | マット・ホール         | 20+2     |
| 4     | ピート・マクロード     | 18       |
| 5     | ニコラス・イワノフ     | 14       |
| 6     | ミカエル・ブラジョー   | 13       |
| 7     | フランソワ・ルボット   | 12+1     |
| 8     | ベン・マーフィー       | 11       |
| 9     | マイケル・グーリアン   | 5        |
| 10    | フアン・ベラルデ       | 4+3      |
| 11    | クリスチャン・ボルトン | 3        |
| 12    | マティアス・ドルダラー | 2        |
| 13    | マルティン・ソンカ     | 1+2      |
| 14    | ペトル・コプシュタイン | 0        |

## チャレンジャークラス

### 予選
| 順 位 | No. | パイロット                     | タイム    | ペナルティ |
| ----- | --- | ------------------------------ | --------- | ---------- |
| 1     | 62  | フロリアン・バーガー           | 1:00.483  |            |
| 2     | 48  | ケヴィン・コールマン           | 1:02.244  |            |
| 3     | 15  | バティスト・ヴィーニュ         | 1:03.065  |            |
| 4     | 6   | ルーク・チェピエラ             | 01:05.027 |            |
| 5     | 87  | ヴィト・ウィプラチェッティガー | 1:05.419  | +3秒       |
| 6     | 7   | ケニー・チャン                 | 1:06.627  | +4秒       |

### 決勝
令和元年房総半島台風（台風15号）接近に伴い決勝が中止となり、9月7日に行われた予選の結果で順位が確定となった。

## 最終ランキング
| マスタークラス \| 順 位 \| パイロット \| トー タル \| \| ----- \| ---------------------- \| --------- \| \| 1 \| マット・ホール \| 81 \| \| 2 \| 室屋義秀 \| 80 \| \| 3 \| マルティン・ソンカ \| 68 \| \| 4 \| ピート・マクロード \| 50 \| \| 5 \| ベン・マーフィー \| 48 \| \| 6 \| カービー・チャンブリス \| 48 \| \| 7 \| ニコラス・イワノフ \| 47 \| \| 8 \| ミカエル・ブラジョー \| 44 \| \| 9 \| マイケル・グーリアン \| 42 \| \| 10 \| フアン・ベラルデ \| 39 \| \| 11 \| フランソワ・ルボット \| 34 \| \| 12 \| クリスチャン・ボルトン \| 27 \| \| 13 \| ペトル・コプシュタイン \| 10 \| \| 14 \| マティアス・ドルダラー \| 6 \| |                        |           |
| 順 位 | パイロット             | トー タル |
| 1 | マット・ホール         | 81        |
| 2 | 室屋義秀               | 80        |
| 3 | マルティン・ソンカ     | 68        |
| 4 | ピート・マクロード     | 50        |
| 5 | ベン・マーフィー       | 48        |
| 6 | カービー・チャンブリス | 48        |
| 7 | ニコラス・イワノフ     | 47        |
| 8 | ミカエル・ブラジョー   | 44        |
| 9 | マイケル・グーリアン   | 42        |
| 10 | フアン・ベラルデ       | 39        |
| 11 | フランソワ・ルボット   | 34        |
| 12 | クリスチャン・ボルトン | 27        |
| 13 | ペトル・コプシュタイン | 10        |
| 14 | マティアス・ドルダラー | 6         |

## 放送
- 決勝戦のみ、NHK BS1にて、2019年9月8日14:00-17:00に放送した[8][9]。また、NHK福島放送局では総合テレビでもローカル扱いで同日14:00からBS1とサイマル放送を行った（15:59からマルチ放送扱い）[10]。
- また、レッドブルが運営している動画配信サービス「Red Bull TV」でも予選のライブ中継と決勝の時差配信を行った[9]。
- なお、TBSテレビ『クレイジージャーニー』でも最終ラウンドの室屋義秀に密着取材しており、その模様を2019年9月11日深夜（12日未明）に放送する予定だったが、放送直前に同番組の過去の放送回において不祥事（やらせ）が発覚したため、急遽放送休止になった[11][12]。その後、TBSテレビは同年10月21日に該当番組を放送終了（打ち切り）にする事を発表したため、該当回はお蔵入りとなった[13][14]。